# Сан Кристобал (Куба)
Сан Кристобал (шп. San Cristóbal) је град на Куби у покрајини Artemisa. Према процени из 2011. у граду је живело 49.867 становника.

## Становништво
Према процени, у граду је 2011. живело 49.867 становника.
| 1991.  | 2011.  |
| ------ | ------ |
| 41.350 | 49.867 |